# Île de Fédrun
Fédrun est une des huit îles que compte la commune de Saint-Joachim, dans le département français de la Loire-Atlantique.

## Présentation
A l'est du marais de la Grande Brière Mottière émergent quelques bandes de terre. Ces îles, de nos jours reliées par des routes et des ponts, n’étaient accessibles jusqu'au XXe siècle qu'en chaland.
La superficie limitée de l'île de Fédrun a contraint ses habitants à aménager l'espace de façon particulière : les propriétés privées s'organisent en étroites parcelles dessinées dans le sens de la longueur (les lanières) juxtaposées autour d’une route faisant le tour de l'île. Les propriétés privées, situées côté extérieur de la route, disposent d’un accès direct à la « curée », ceinture d’eau entourant l'île, tandis que la partie centrale de l'île, constituant son point culminant et à l'abri des risques d'inondation, accueille une « gagnerie », vaste champ ouvert cultivable par tous les habitants de Fédrun.

### Terres communes
En tant qu'espace communautaire de terres labourables, la « gagnerie » est la partie la plus sèche de l'île, du fait de son relief bien exposé au soleil et aux vents. Elle occupe l'espace maximum disponible et repousse la zone d'habitat au plus près du marais. Les cultures réalisées sur ces terrains sont d'une grande diversité. Outre diverses céréales telles que l’avoine, le seigle, le froment ou le sarrasin (blé noir), le lin et la vigne étaient cultivés. Chaque petit champ se définit par un simple bornage, arbres et clôtures étant exclus, afin d'optimiser l'espace disponible, trop rare sur l'île pour être gaspillé. Les longues et étroites parcelles arables collées les unes aux autres sont simplement séparées par des « raies », petits fossés creusés pour faciliter l'écoulement de l'eau. D'étroits chemins de servitude donnent accès aux parcelles et au centre de la gagnerie, où domine la silhouette d'un moulin à vent. Pommes de terre, panais et choux sont également cultivés en grande quantité pour la consommation hivernale des foyers et des animaux.

### Propriétés privées
Les chaumières sont édifiées le long de la route circulaire, à distance respectable de la curée. Ce sont des maisons de très petits exploitants agricoles, consistant en un local d'habitation avec grenier et une ou deux annexes de petites dimensions, quelquefois adjacentes. Les maisons sont disposées perpendiculairement à la rue, dont les seules ouvertures sont sur la façade vers le sud et donnant sur la façade aveugle de leur voisine. À l'arrière de chaque propriété, entre l'habitat et la ceinture d’eau, un jardin que l'on nomme « levée » est en partie inondable à l'approche de la curée. Traditionnellement, sur la partie la plus haute de la levée, est aménagé un « courtil », jardin potager où sont cultivés les légumes servant de réserve en produits frais aux habitants de l'île. La terre y est plus légère que celle de la gagnerie, au centre de l’île. Elle est enrichie par les limons déposés lors des crues.
C'est également sur la levée que les mottes de tourbe sont stockées. Dans la loge, nom donné à une cabane en roseaux, sont stockés le matériel de chasse, de pêche, et les outils d'extraction de la tourbe. Enfin, c'est l'endroit où les chalands sont mis à terre pour y être réparés.

### Voie d’eau
La « curée » est une ceinture d’eau qui entoure l'île. Comme son nom le laisse entendre, c'est un canal qui a besoin d'être régulièrement curé pour éviter l'envasement. Il sert de canal d’accès aux autres chemins d’eau qui permettent de s’enfoncer dans le marais.
Chaque habitant peut y accéder en chaland depuis sa « couline », fossé creusé au fond de la levée, perpendiculairement à la curée, et qui joue le rôle d’embarcadère individuel. Les arbres (saules, ormeaux, etc.) qui poussent à l'extrémité des levées servent de points de repère.

### Activités saisonnières
La vie sur l'île est rythmée par le calendrier saisonnier des inondations. Deux phases se succèdent :
- la phase humide : automne, hivers
- la phase sèche : printemps, été (jusqu'au début de l'automne)

La montée des eaux débute au cours de l’automne et se poursuit en hiver. La décrue s’amorce au printemps, se prolonge en été jusqu'au début de l'automne (étiage). Depuis le XIXe siècle, ces phénomènes sont modifiés par la régulation des niveaux gérés par des systèmes d’écluses et de vannes installés sur le marais.
Printemps
Lorsque le niveau de l'eau commence à baisser, des terres nommées « platière » émergent. Les vaches y sont menées en pâture en chaland. Elles peuvent y rester jusqu'aux premiers froids de novembre. L'élevage de moutons, d’oie et de canards est également répandu.
Été
La coupe des mottes de tourbe s’effectuait au cœur du marais lorsque le niveau de l'eau était au plus bas. Cette forme d'exploitation traditionnelle du marais a progressivement été abandonnée dans la seconde moitié du XXe siècle. Cette activité a laissé des traces dans le paysage actuel du marais suivant deux techniques d'extraction : les grand coupis (ou copis) correspondent à un tourbage par coupe de front, soit la plupart des grands plans d'eau permanents, et les petits coupis résultent d'un tourbage de rende. La rende est une fosse rectangulaire de dimensions variables, souvent peu profonde que dans le cas précédent, l'assèchement du plan de coupe étant plus facile à réaliser par pompage. Après la coupe, il faut prévoir un temps de séchage suffisant avant l'arrivée de l'hiver, car cette tourbe sert alors au chauffage des foyers. Les hommes extraient la tourbe à l'aide d'outils que l'on nomme « mares », « salais » et « houlette », tandis que les femmes aidées des enfants roulent les brouettes (« cherigots »). Les mottes sont entassées en forme de pyramide le temps du séchage, avant d’être chargées sur des chalands pour être acheminées sur les levées attenantes aux chaumières avant de servir au chauffage domestique.
Automne
C'est la période de floraison des roseaux. Les Briérons procèdent à la récolte. Toutes les brassées coupées sont ramenées en chaland sur la terre ferme de la levée et disposée en javelle.
Hiver
C'est la saison où le niveau des eaux est le plus haut. L'eau couvre la presque totalité des marais, les levées sont inondées et les habitations sont parfois menacées. La navigation devient incertaine en raison des niveaux trop hauts et des courants. Certaines années, l'eau gèle.

## Galerie

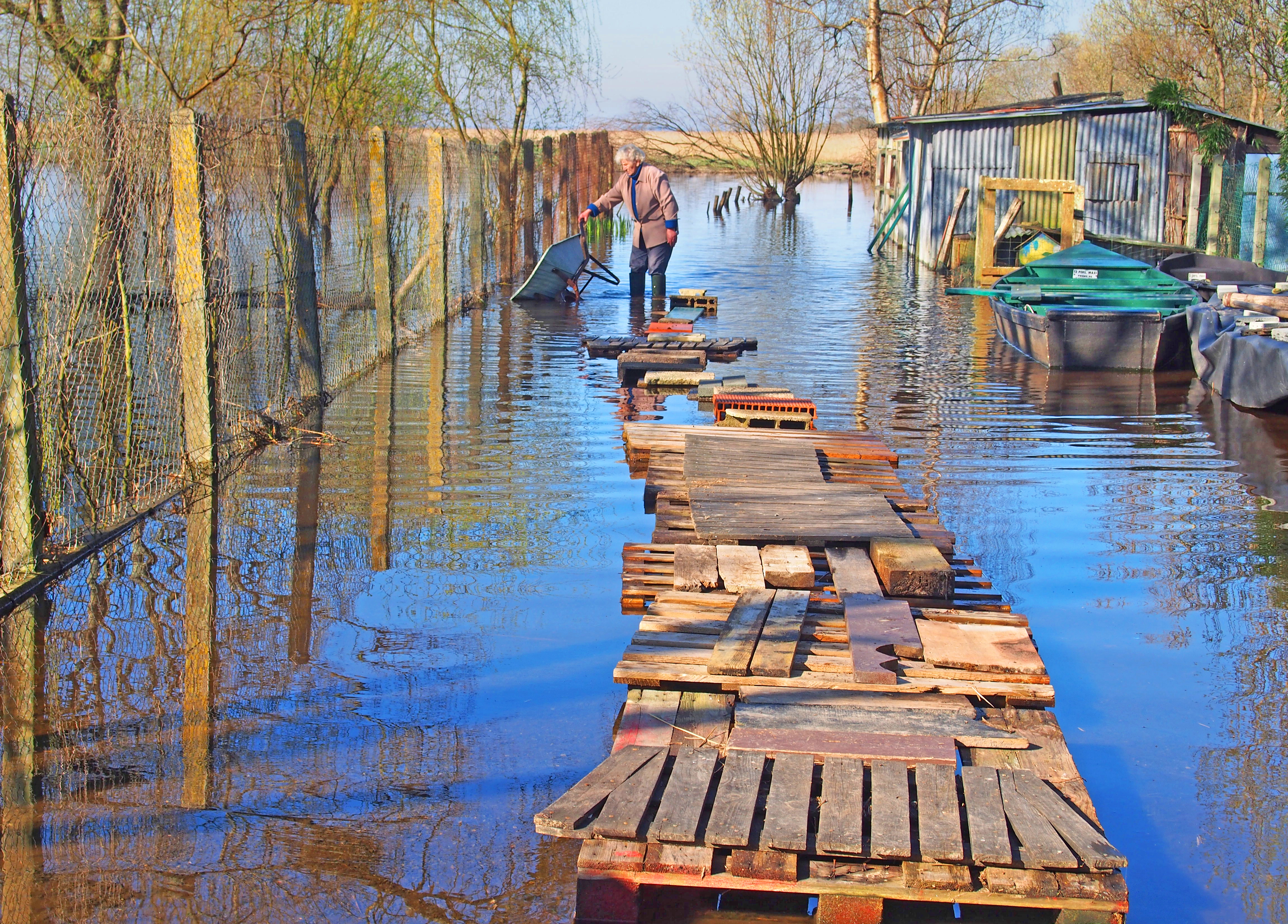
Une "levée" et des chalands de l'île de Fédrun
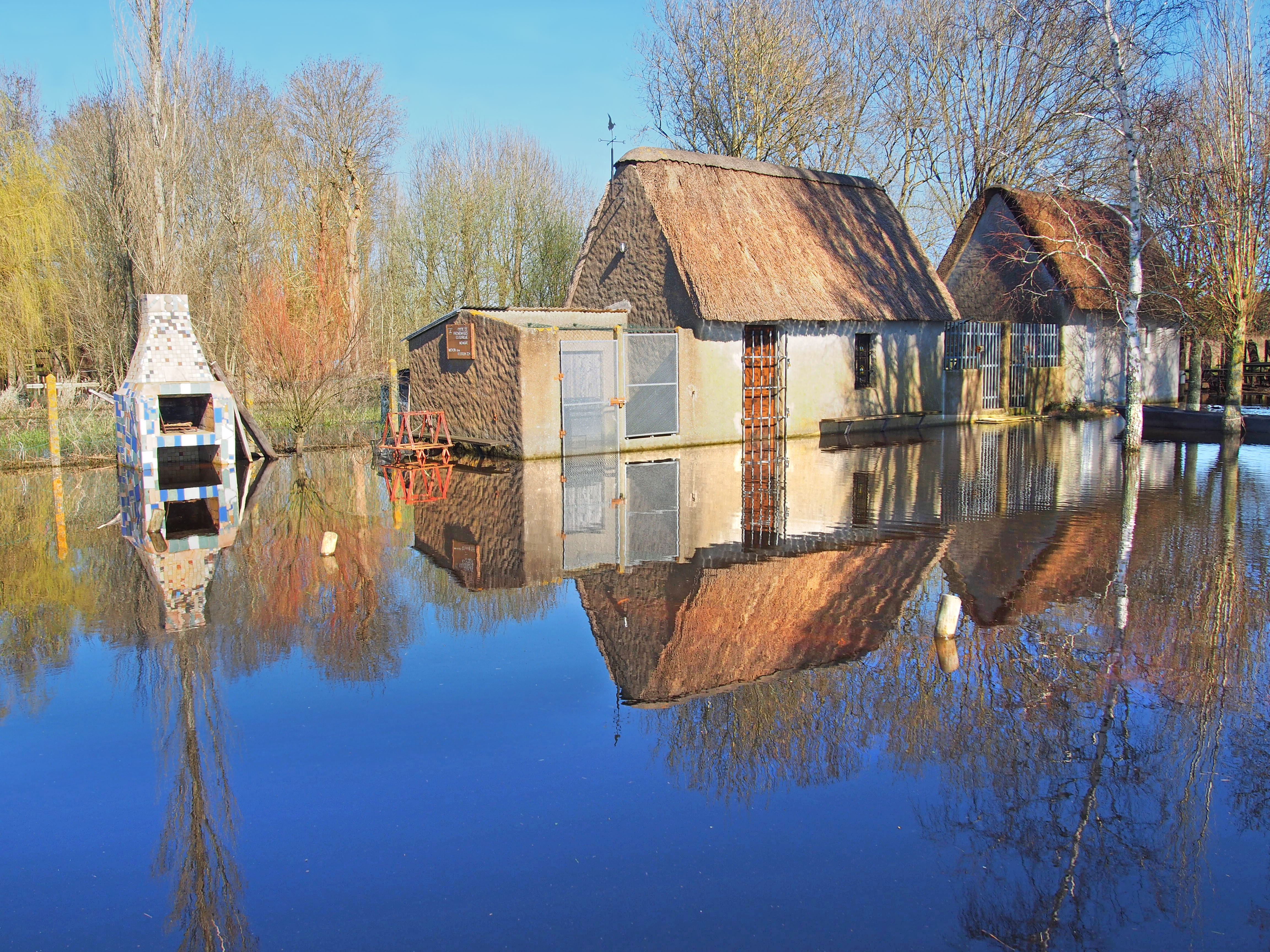
Les chaumières des marais de l'île de Fédrun
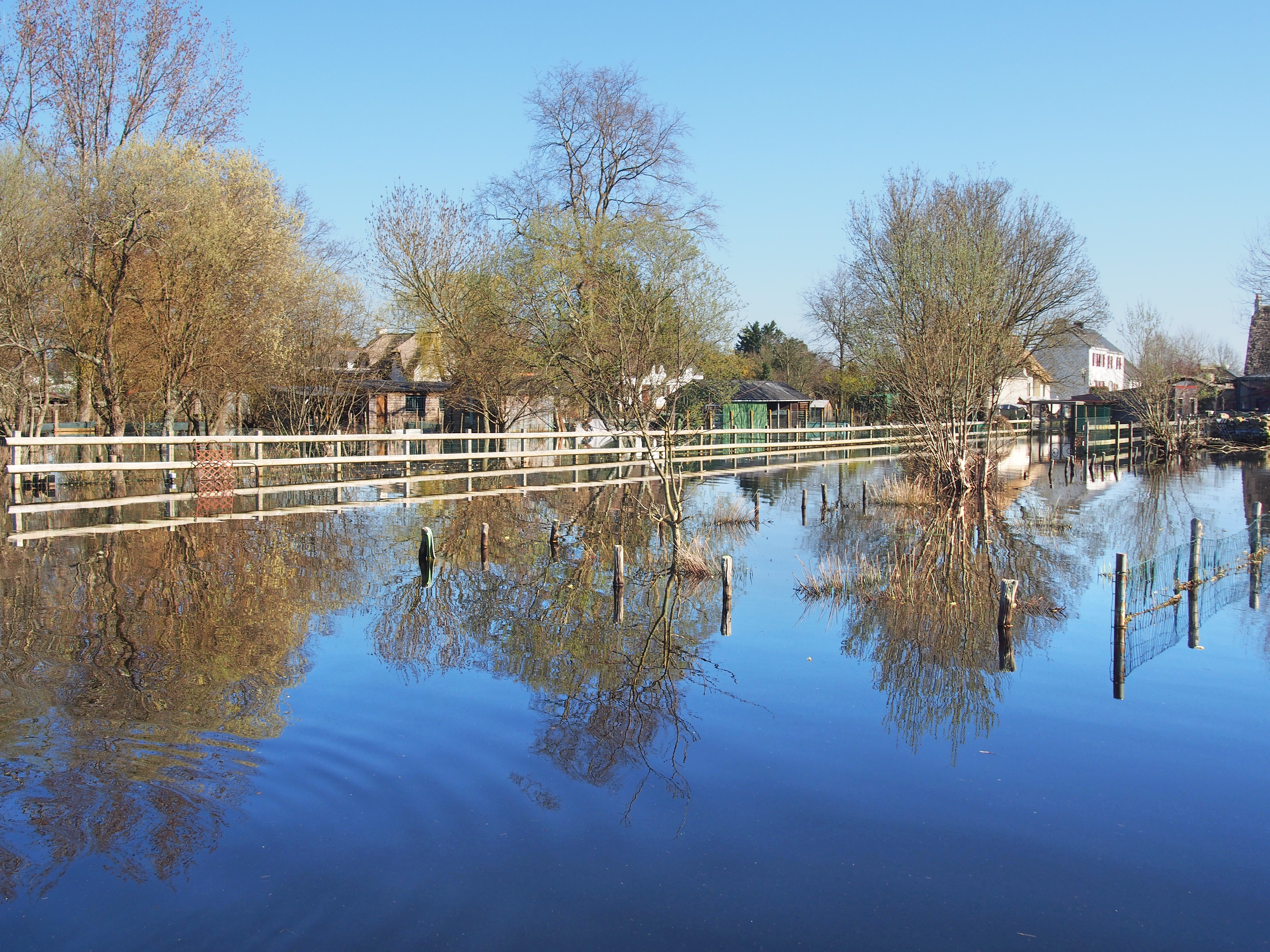
Maisons de Brière ont toutes leur accès particulier à la "curée", où est stationné le chaland familial